# Савчук Степан Варфоломійович
Степан Варфоломійович Савчук (* 13 серпня 1915, Глинівці — † 21 серпня 1985) — радянський офіцер, Герой Радянського Союзу (1945), в роки радянсько-німецької війни командир шабельного ескадрону 27-го гвардійського Червонопрапорного кавалерійського полку 7-ї гвардійської Житомирської Червонопрапорної кавалерійської дивізії 1-го гвардійського кавалерійського корпусу 1-го Українського фронту, гвардії старший лейтенант.

## Біографія
Народився 13 серпня 1915 року в селі Глинівці Андрушівського району Житомирської області в селянській сім'ї. Українець. Член КПРС з 1940 року. У 1929 році закінчив 5 класів сільської школи. Працював в Червонському бурякорадгоспі робітником.
У листопаді 1936 року призваний в ряди Червоної Армії. У 1939 році закінчив курси молодших лейтенантів. У боях радянсько-німецької війни з квітня 1942 року. Воював на Західному, Центральному і 1-му Українському фронтах. Був тричі поранений.
Указом Президії Верховної Ради СРСР від 27 червня 1945 року за безприкладну мужність, сміливість і відвагу, проявлені в багатьох боях, і зокрема при форсуванні Одеру, захоплення й утримання плацдарму, уміле керівництво ескадроном в складній обстановці гвардії старшому лейтенантові Степану Варфоломійовичу Савчуку присвоєне звання Героя Радянського Союзу з врученням ордена Леніна і медалі «Золота Зірка» (№ 8926).
З 1946 року капітан С. В. Савчук у запасі. Працював головою сільпо в селі Високе Черняхівського району Житомирської області. Жив у Житомирі. Помер 21 серпня 1985 року. Похований у селі Глинівці.

## Нагороди, пам'ять

Погруддя в Андрушівці

Нагороджений орденом Леніна, двома орденами Червоного Прапора, орденами Вітчизняної війни 2-го ступеня, Червоної Зірки, медалями.
У селі Глинівці ім'ям Героя названа школа. В Андрушівці на Алеї Слави встановлено погруддя.